# Auguste Mestral

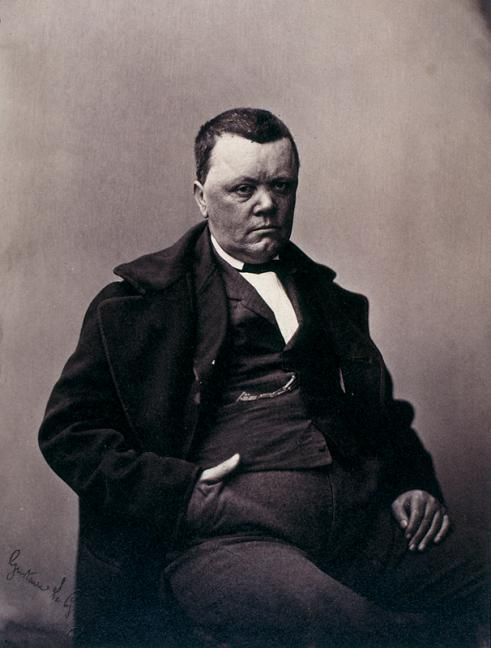
Ritratto di Auguste Mestral nel 1856 circa di Gustave Le Gray

Auguste Mistral, nato Thérèse Jean Baptiste Augustin Mestral, conosciuto anche come O. Mestral (Rans, 20 marzo 1812 – Rans, 1º marzo 1884), è stato un fotografo francese.

## Biografia
Le notizie intorno alla sua vita sono scarse. Figlio di Pierre e Jeanne Françoise Poux; pare che lei fosse rimasta vedova del primo marito Claude Étienne Mestral da cui aveva avuto tre figli, due maschi e una femmina. Dal secondo matrimonio, oltre ad Auguste ebbe un fratello maggiore nato nel 1803, architetto. Dai pochi elementi biografici sembra che abbia conseguito la licenza di giurisprudenza nel 1833 a Digione e abbia trovato impiego presso un avvocato a Parigi fino al 1836, mentre nel 1839 fu nominato cancelliere presso un giudice di pace a Écouen, da cui si dimise nel 1844.
Sappiamo che fu dapprima assistente di Gustave Le Gray nel 1848 e che nel 1851 prese parte alla Mission héliographique, cioè alla prima ricognizione organizzata della storia della fotografia, in questo caso al censimento dei monumenti storici da restaurare in tutto il territorio francese, evento voluto dal governo francese e promosso dall'Ispettore generale, lo scrittore ed archeologo Prosper Mérimée. Gli altri fotografi selezionati furono Édouard Baldus, Hippolyte Bayard, Gustave Le Gray, Henri Le Secq.
Inizialmente, Mestral doveva coprire il sud-ovest della Francia, da Bordeaux a Perpignan mentre Le Gray avrebbe dovuto fotografare la Valle della Loira fino a Bordeaux. Di fatto, decisero di viaggiare insieme e di fotografare insieme o separatamente a seconda dei casi. In questo modo, in realtà, realizzeranno, un lungo viaggio che li portò dai castelli della Loira a Issoire proseguendo quindi per città quali Poitiers, Périgueux, Angoulême, Bordeaux, Moissac, Tolosa, Carcassonne e i Pirenei orientali.
L'anno successivo, Mestral viaggiò in Normandia e Bretagna per fotografare paesaggi e monumenti presentando poi le immagini di questo viaggio alla mostra della Società francese di fotografia nel 1855, di cui era socio dall'anno precedente. Peraltro, fu tra i soci fondatori della "Société héliographique" che nacque anch'essa in concomitanza con la missione. Si ritiene che sia l'autore di una serie di fotografie delle sculture di Adolphe Victor Geoffroy-Dechaume prima della loro collocazione definitiva alla Cattedrale di Notre Dame e alla Sainte-Chapelle, come gli attribuisce il Museum of Modern Art di San Francisco, foto anch'esse risalenti agli anni '50.
È quasi certo che dal 1856 abbia cessato l'attività di fotografo, si sia sposato nel 1858 con la 25enne Eulalie Victoire Emmanuelle Hermance Gagey a Ranchot e che sia andato a vivere di rendita a Rans. Peraltro, il fratello, rimasto celibe, sarebbe andato a vivere con lui verso la fine degli anni '70 e morendo nel 1883 nominò Auguste erede universale. Mestral, a sua volta, non avendo figli, nominò erede la moglie, morendo l'anno dopo. Le sue foto, realizzate, assieme a quelle di Gustave Le Gray, sono conservate presso la "Médiathèque du patrimoine et de la photographie" che dipende dal Dipartimento dei Beni del Ministero della cultura. La dicitura "O. Mestral", talvolta erroneamente interpretata come Oliver Mestral, non è contemporanea al fotografo ma compare solo dopo gli anni '70, senza ulteriori specificazioni.

## Galleria d'immagini

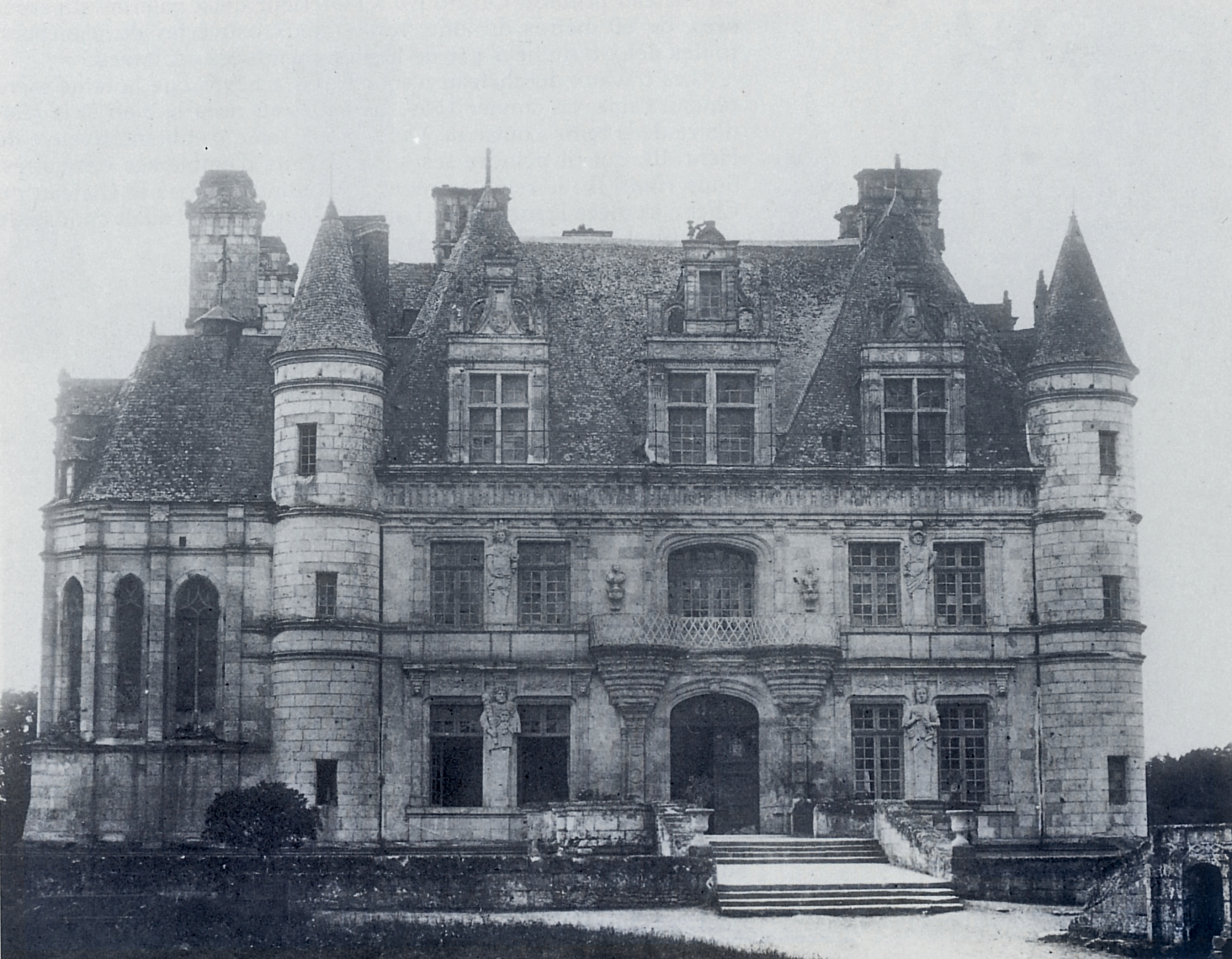
Castello di Chenonceau
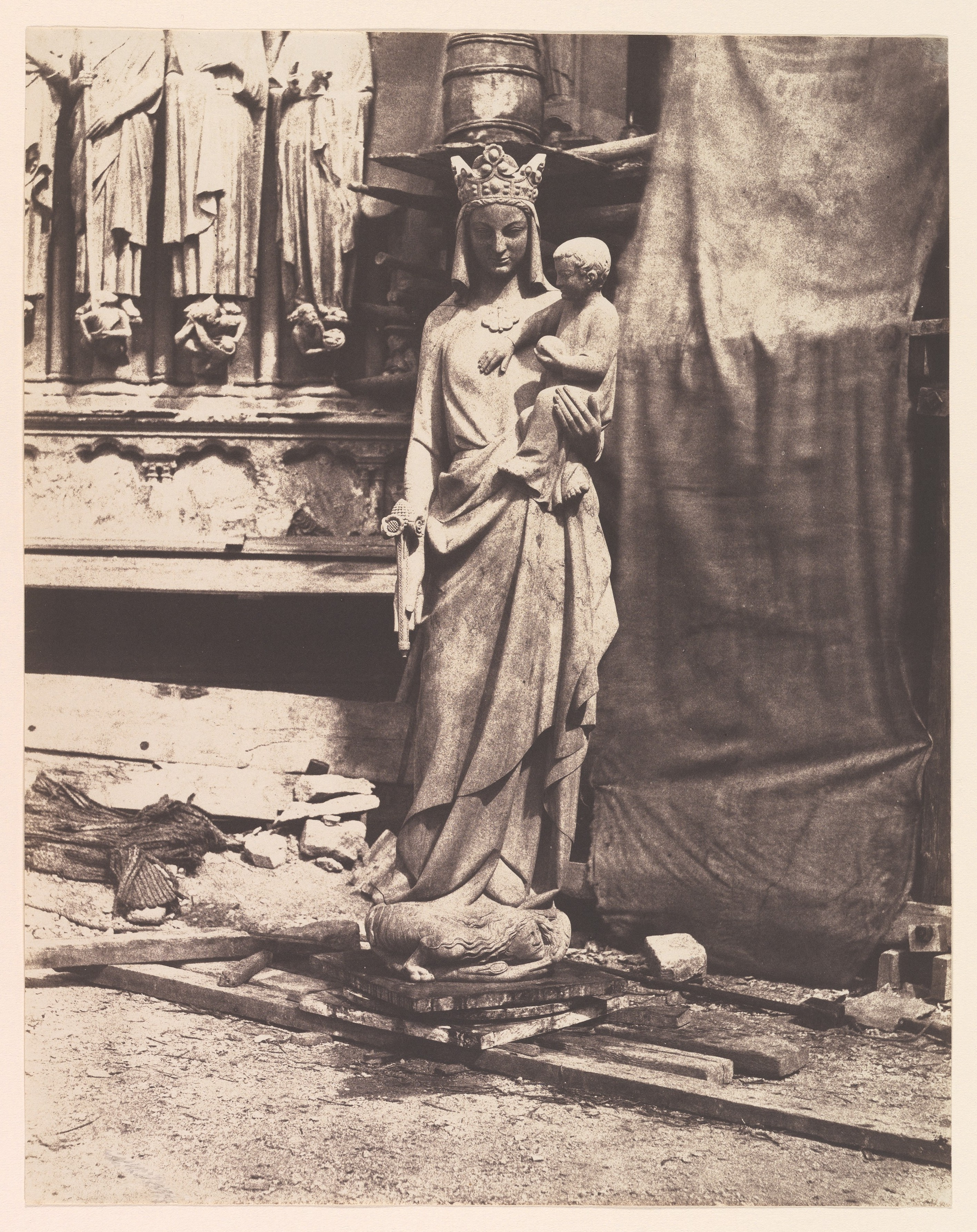
Scultura prima che fosse installata alla Cattedrale di Notre Dame
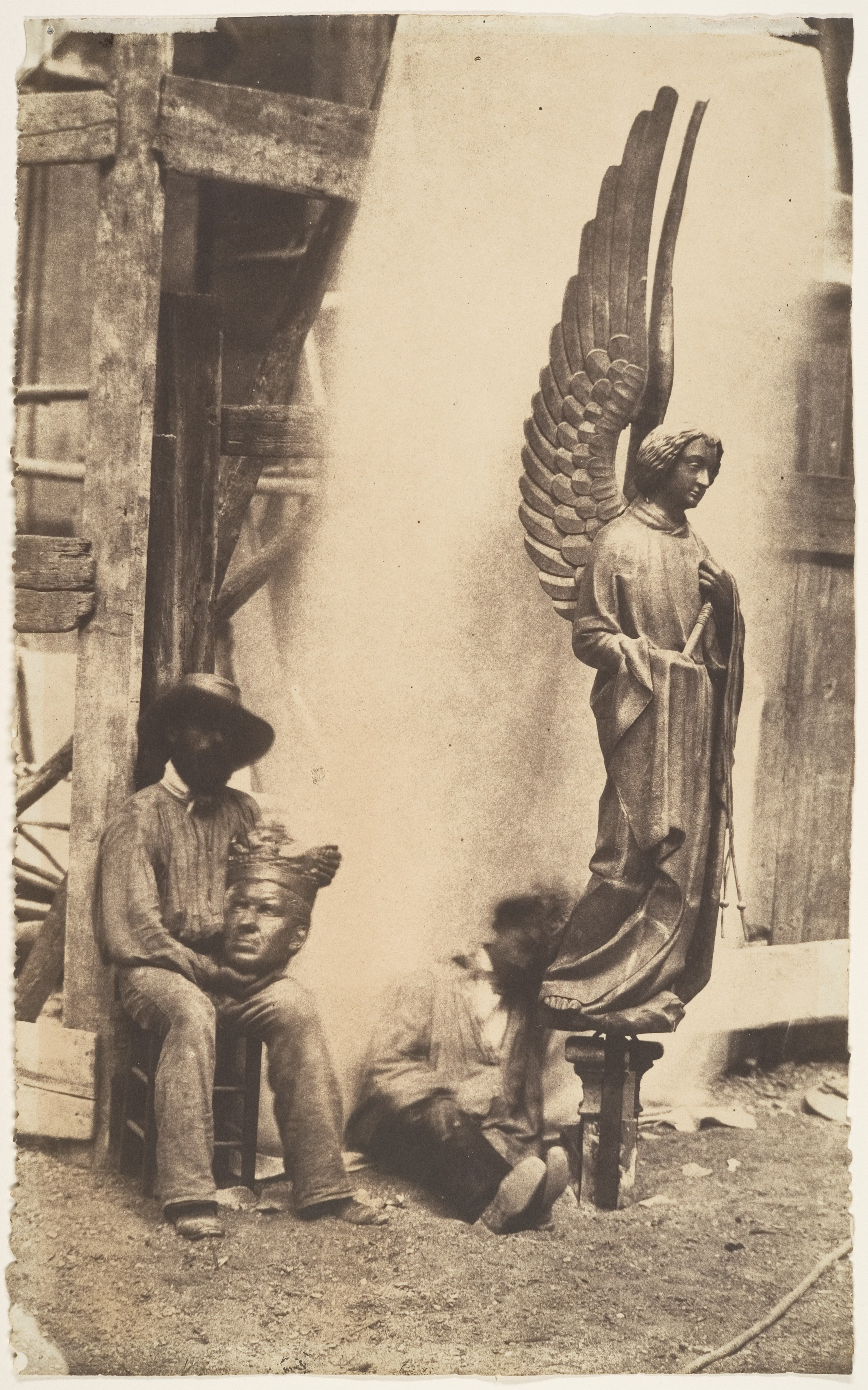
Scultura prima che sia posizionata nella Sainte-Chapelle